# Adélio Lima
Adélio Lima (Caruaru, 2 de janeiro de 1972) é um ator brasileiro. Alcançou fama nacional logo em sua estreia no cinema, interpretando o músico Luiz Gonzaga no filme Gonzaga - De Pai pra Filho (2012), de Breno Silveira.

## Biografia
Iniciou nas artes cênicas no ano de 1987. Aos 17 anos de idade, iniciou suas atividades cênicas no Teatro Experimental de Arte (TEA). Em seguida, estrelou diversas peças teatrais.
Alcançou fama nacional logo em sua estreia no cinema. No premiado drama biográfico Gonzaga: de Pai pra Filho (2012), de Breno Silveira, interpretou o personagem-título e viu as portas se abrirem no cenário audiovisual nacional. Na televisão, se destacou por atuar na novela Joia Rara (2013), na minissérie Amorteamo (2015) e no seriado Um Contra Todos (2016), Cangaço Novo (2023) interpretando Sabiá.

## Filmografia

### Televisão
| Ano  | Título                    | Personagem                        | Nota                                |
| ---- | ------------------------- | --------------------------------- | ----------------------------------- |
| 2013 | Gonzaga: de Pai pra Filho | Luiz Gonzaga (70 anos)            | Telefilme                           |
| 2013 | Joia Rara                 | Josias                            | [ 5 ]                               |
| 2015 | Amorteamo                 | Tião Capataz                      | [ 6 ]                               |
| 2016 | 1 Contra Todos            | Nilo Ferreira da Cruz (Professor) | Temporada 1                         |
| 2021 | Dom                       | Policial                          | Episódio: "Destino com D Maiúsculo" |
| 2023 | Cangaço Novo              | Sabiá                             | [ 9 ]                               |
| 2025 | Dona de Mim               | Luisão                            | Episódios: "28 de abril–15 de maio" |

### Cinema
| Ano  | Título                              | Personagem             | Nota           |
| ---- | ----------------------------------- | ---------------------- | -------------- |
| 2012 | Gonzaga: de Pai pra Filho           | Luiz Gonzaga (70 anos) | Longa-metragem |
| 2017 | Polícia Federal: A Lei É para Todos | Antenor                | Longa-metragem |
| 2021 | Carro Rei                           | Josenildo              | Longa-metragem |